# Belos

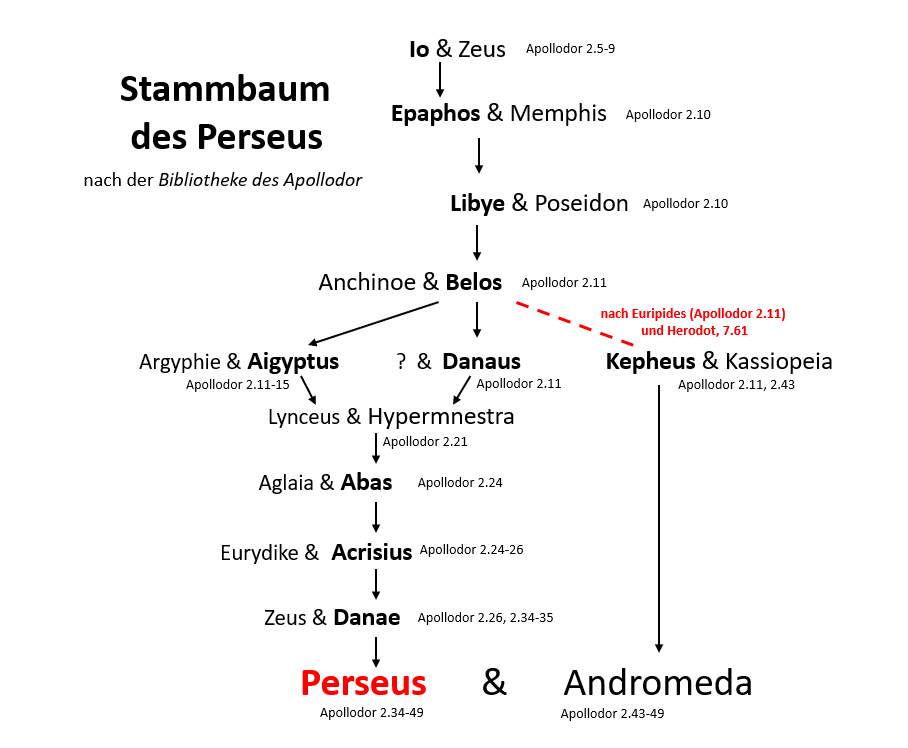
Stammbaum des Perseus

Belos (altgriechisch Βῆλος Bḗlos – die hellenisierte Bezeichnung für Ba’al; lateinisch Belus) ist in der griechischen Mythologie König von Ägypten, der Sohn des Poseidon und der Libya. Diese sei wiederum die Tochter des Epaphos und dadurch Enkelin der Io und somit Belos der Bruder des Phöniziers Agenor. Weiterhin ist Belos ein Urahn des Perseus.
Mit Anchinoë, der Tochter des Flussgottes Neilos, zeugte Belos der Sage nach die männlichen Zwillinge Aigyptos und Danaos, von denen ein ganzes Heroengeschlecht abstammt. Auch Kepheus und Phineus sowie eine Tochter, Thronia werden als Nachkommen dieses Paares angegeben. Von Phineus wird allerdings auch erzählt, er sei der Onkel, Bruder oder – als Sohn des Agenor – Neffe des Belos gewesen. Belos gilt auch als mythischer Gründer Babylons.
Sein Name wird nach Robert von Ranke-Graves abgeleitet von dem der sumerischen Mondgöttin Belili und soll dem hebräischen Baal des Alten Testaments sowie dem Bel der Apokryphen entsprechen. Damit handelt es sich eher um einen Titel („Herr“, „König“, „Gott“) als um einen eigentlichen Namen.